# Mz. Hyde
Mz. Hyde è un singolo del gruppo hard rock statunitense Halestorm, il quinto estratto dall'album The Strange Case Of... nel 2013.

## Il brano
In questo brano Lzzy Hale parla dei due aspetti del suo carattere, uno dolce e l'altro aggressivo. Mz. Hyde è un personaggio che lei stessa ha inventato per superare la sua timidezza ed introversione e presentarsi sul palco come la rock star che voleva essere. Il titolo è una chiara allusione al racconto Lo strano caso del dottor Jekyll e del signor Hyde di Robert Louis Stevenson.

## Video
Il video musicale del brano, diretto da Daniel E Catullo III, mostra immagini in bianco e nero riprese durante il loro tour europeo con gli Alter Bridge.

## Formazione
Halestorm
- Lzzy Hale - voce, chitarra, piano
- Arejay Hale - batteria, percussioni, cori
- Joe Hottinger - chitarra, cori
- Josh Smith - basso, cori

## Classifiche
| Classifica (2014)             | Posizione massima |
| ----------------------------- | ----------------- |
| Stati Uniti (mainstream rock) | 15                |